# Pardosa algoides
Pardosa algoides är en spindelart som beskrevs av Schenkel 1963. Pardosa algoides ingår i släktet Pardosa och familjen vargspindlar. Inga underarter finns listade i Catalogue of Life.